# Protocuspidaria colpodes
Protocuspidaria colpodes is een tweekleppigensoort uit de familie van de Protocuspidariidae. De wetenschappelijke naam van de soort werd in 1897 als Cuspidaria colpodes gepubliceerd door Philippe Dautzenberg en Henri Fischer.